# Berta Ortegosa
 Berta Ortegosa  (Lobos, provincia de Buenos Aires, 3 de noviembre de 1920-2010) fue una actriz argentina. Estuvo muchos años casada con el actor Luis Corradi.

## Carrera profesional
Como actriz soporte trabajó en el cine en varios filmes, destacándose en especial en las películas dirigidas por Leopoldo Torre Nilsson, La casa del ángel (1957), La mano en la trampa (1961), Setenta veces siete (1962) y Boquitas pintadas (1974) así como en el filme de René Mugica, Hombre de la esquina rosada (1962).
Además de sus intervenciones en varias películas trabajó en el teatro, entre otras obras en  El gran canalla. En televisión se recuerda su participación en las telenovelas El amor tiene cara de mujer (1964 - 1971) y Tu triste mentira de amor (1964).

## Filmografía
Actriz
- Boquitas pintadas   (1974)
- Mujeres perdidas   (1964) …La Francesa
- Hombre de la esquina rosada   (1962)…Julia
- Setenta veces siete    (1962)
- La mano en la trampa   (1961)
- La casa del ángel   (1957) …Sra. de Castro
- Los maridos de mamá   (1956)
- Catita es una dama   (1956)
- Su seguro servidor   (1954)
- Un tropezón cualquiera da en la vida   (1949) …Emilia
- Hombres a precio   (1949)
- Don Juan Tenorio   (1949)
- Juan Globo    (1949)
- Albéniz   (1947)
- Historia de una mala mujer   (1947)